# Alciménès
Dans la mythologie grecque, Alciménès (en grec Ἀλκιμένης) est, selon Diodore de Sicile, l'un des trois fils de Jason et de Médée ; il est le frère jumeau de Thessalos et sera tué par sa mère.

## Mythologie
Il n'est cité que dans le récit de Diodore : Alciménès et Thessalos sont nés à Corinthe où Jason et Médée se sont installés après avoir été exilés de Iolcos ; ils ont un jeune frère Tisandros. Alciménès et Tisandros sont tués encore enfants par leur mère Médée, qui voulait se venger de l'infidélité de Jason avec Glaucé, la fille de Créon, roi de Corinthe. Les Corinthiens, après la fuite de Médée et le suicide de Jason, consultent l'oracle de Delphes au sujet de la sépulture des enfants ; la pythie ordonne de les enterrer avec tous les honneurs dans le temple de Junon.
Cependant, les noms (ainsi que le nombre) des enfants de Jason et Médée varient suivant les auteurs ; selon le Pseudo-Apollodore et Hygin, ainsi que ches les auteurs tragiques grecs, les fils de Jason et Médée se nomment Merméros et Phérès, et Pausanias rapporte une légende encore différente au sujet de ces derniers, qui auraient été tués par les Corinthiens.

### Sources antiques
- Diodore de Sicile, Bibliothèque historique [détail des éditions] [lire en ligne] (IV, 54-55).

### Études
- (de) Heinrich Wilhelm Stoll, « Alkimenes 2 », dans : Wilhelm Heinrich Roscher, dir. Ausführliches Lexikon der griechischen und römischen Mythologie, Leipzig, 1886, vol. I, col. 237 Lire en ligne dans Wikisource.